# Mary Steen
Mary Steen (née Mary Dorothea Frederica Steen le 28 octobre 1856 à Hvilsager Sogn (da); morte le 7 avril 1939  à Copenhague) fut une photographe et une féministe danoise.

## Biographie
Âgée de 28 ans, Mary Steen ouvrit un studio à Copenhague. Elle devint ensuite la première femme photographe de la monarchie danoise, et, à l'invitation d'Alexandra de Danemark, elle photographia aussi la famille royale anglaise. Elle joua aussi un rôle important dans l'amélioration des conditions de vie des femmes danoises.

## Photos prises par Mary Steen

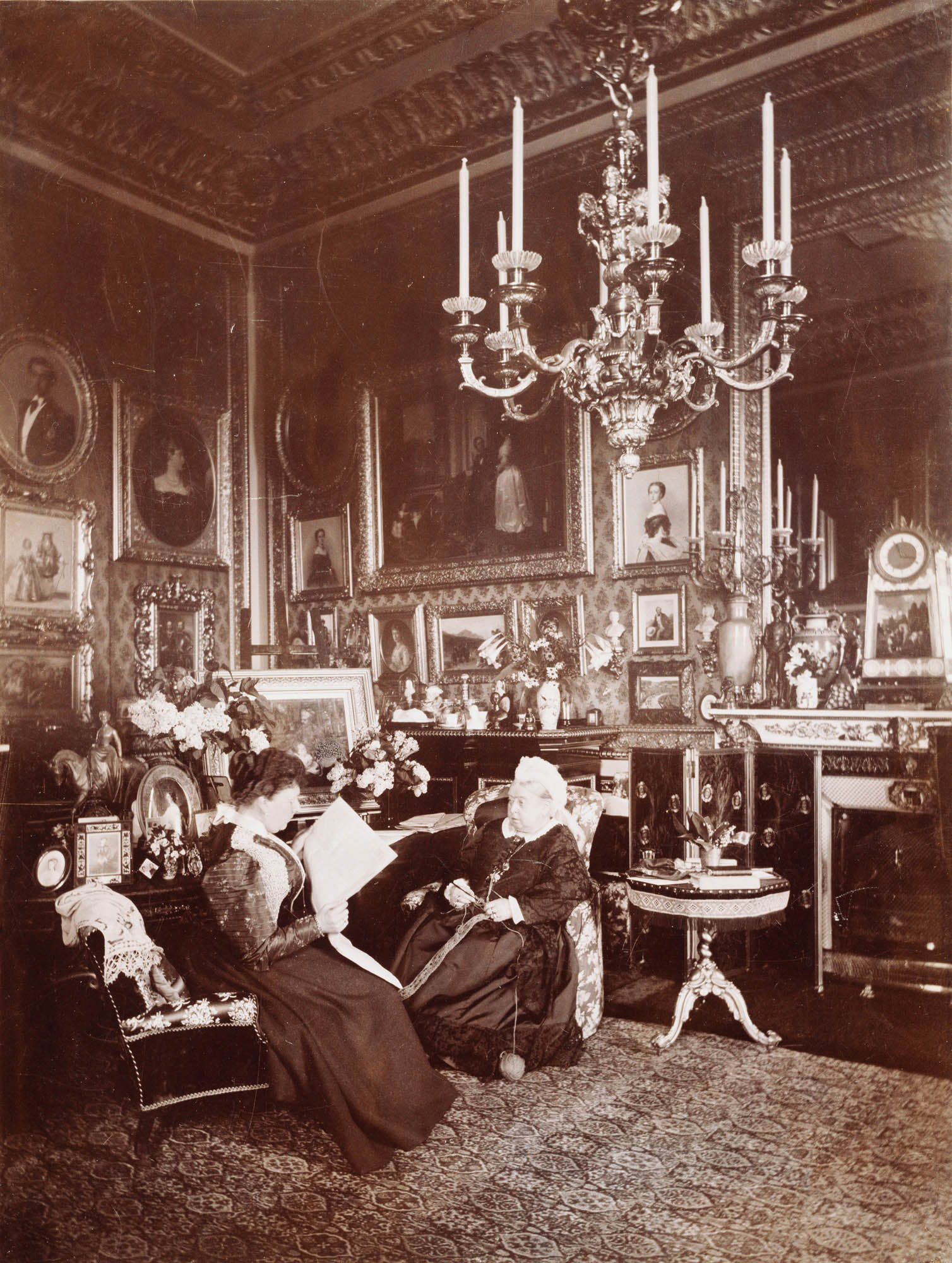
La reine Victoria et la princesse Béatrice dans le château de Windsor.
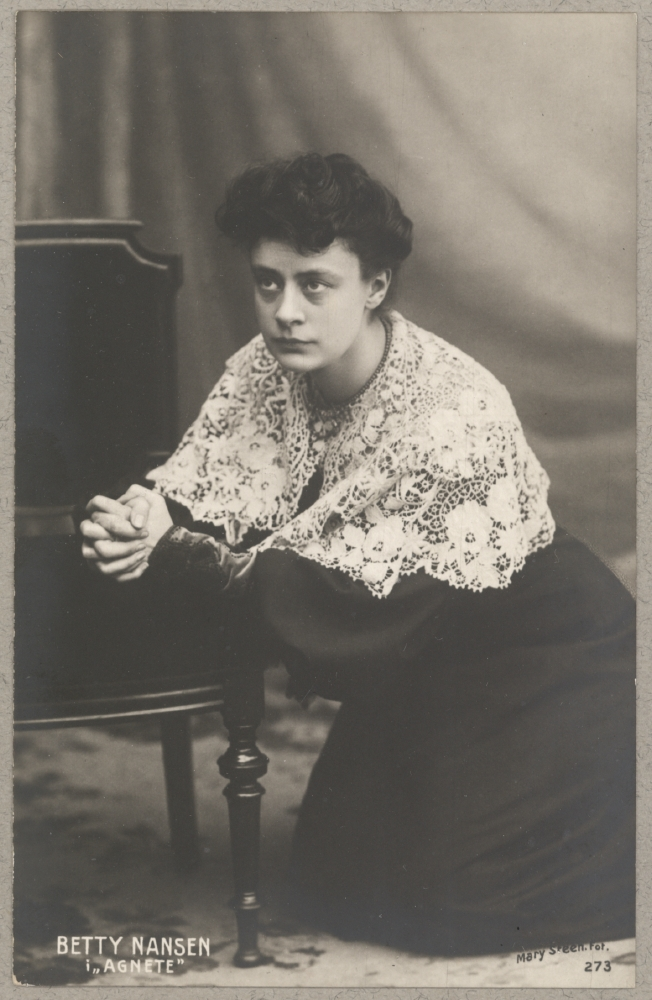
L'actrice Betty Nansen
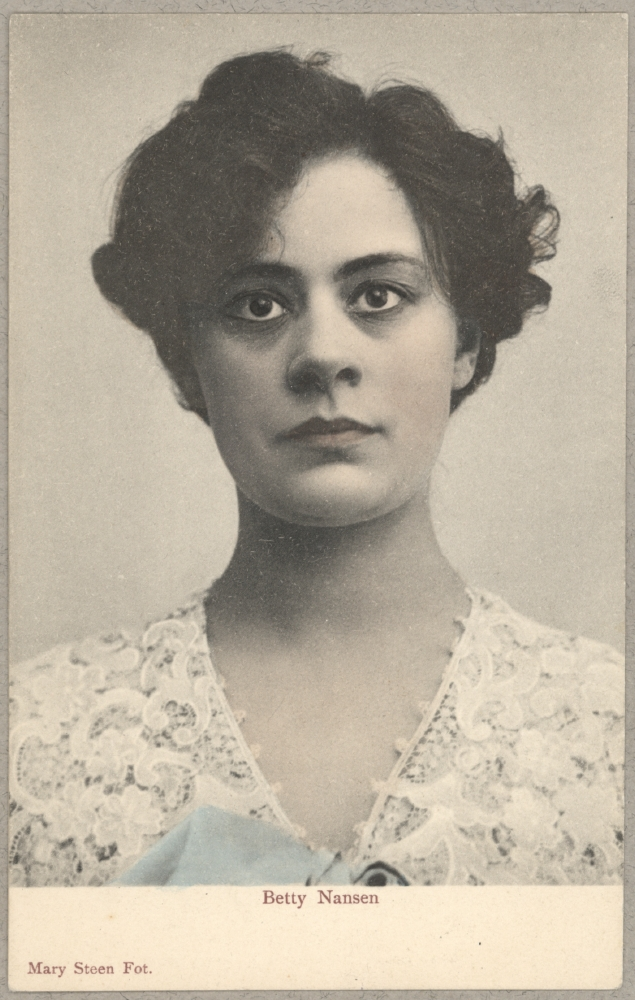
L'actrice Betty Nansen
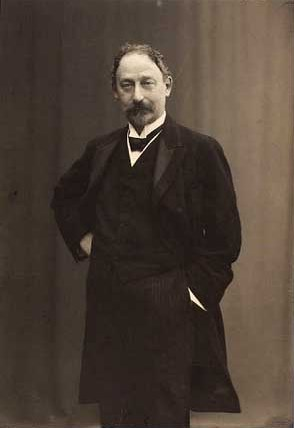
Edvard Brandes
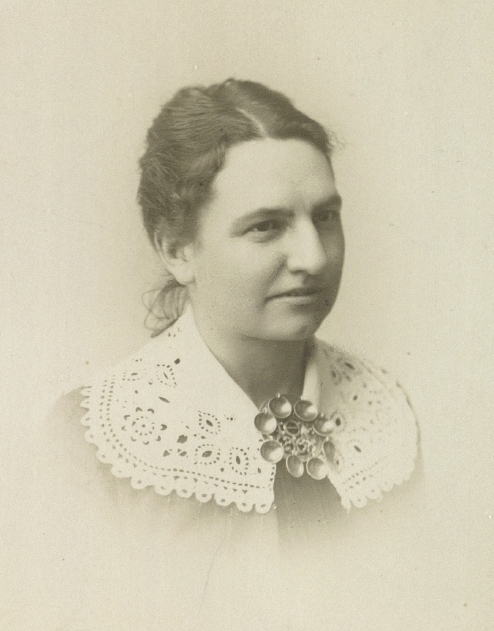
Louise Ravn-Hansen (da)
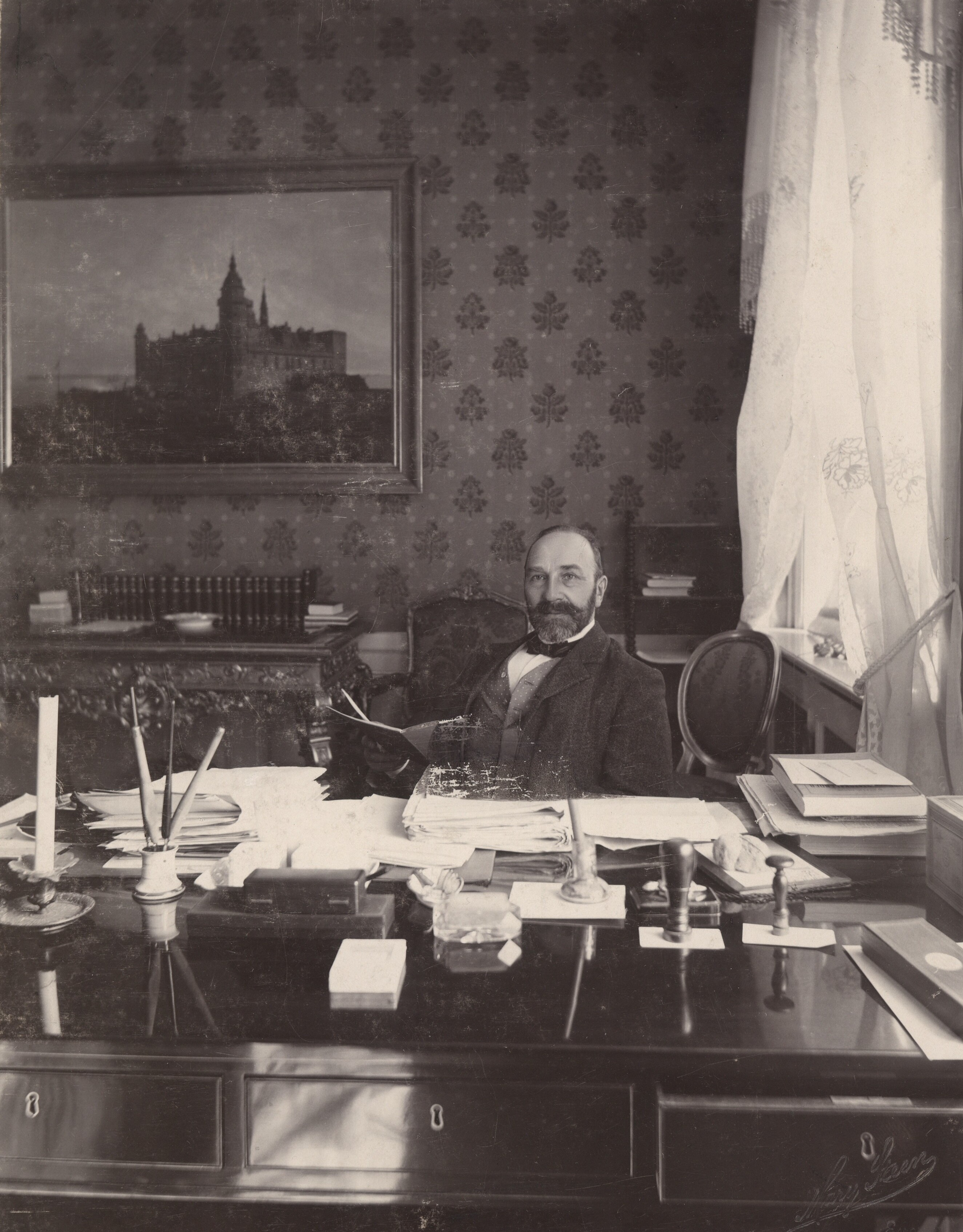
Johan Henrik Deuntzer
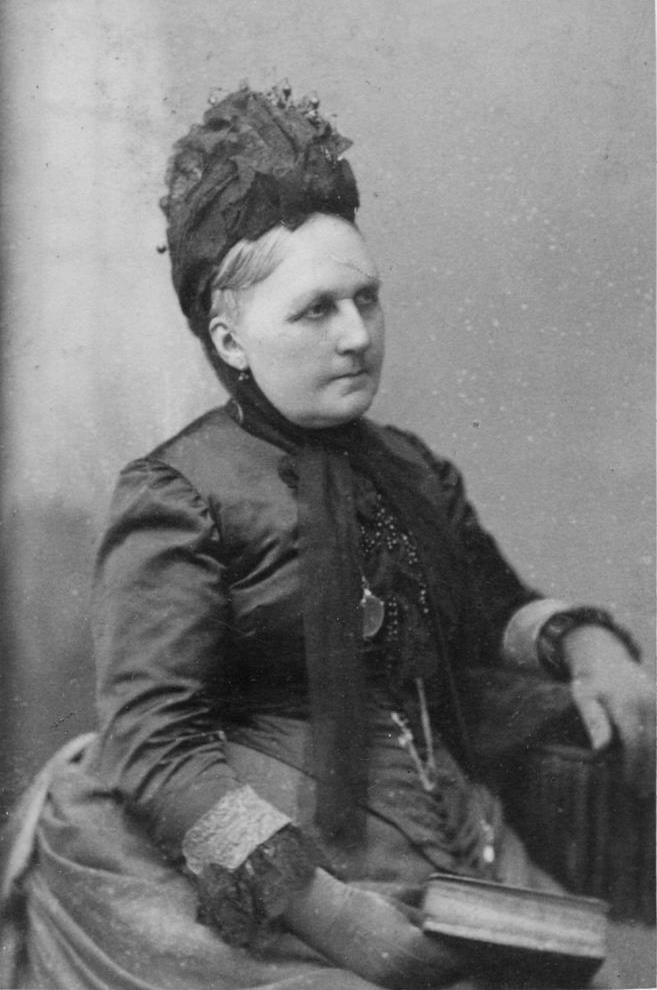
Line Luplau

## Source de la traduction
- (en) Cet article est partiellement ou en totalité issu de l’article de Wikipédia en anglais intitulé « Mary Steen » (voir la liste des auteurs).